# Faramea tenuifolia
Faramea tenuifolia là một loài thực vật có hoa trong họ Thiến thảo. Loài này được Rusby mô tả khoa học đầu tiên năm 1927.